# Banco de Comercio y Desarrollo del Mar Negro
El Banco de Comercio y Desarrollo del Mar Negro (BSTDB por sus siglas en inglés) es un banco de desarrollo multilateral que sirve a los once países que son miembros de la Cooperación Económica del Mar Negro, una organización económica regional. Este banco apoya el desarrollo económico y la cooperación regional mediante la aportación de garantías de comercio y de financiación de proyectos.El BSTDB apoya tanto iniciativas públicas como privadas en sus países miembros y su financiación no está sujeta a condicionalidad política.
Los objetivos del banco incluyen promover los vínculos comerciales regionales, proyectos conjuntos de varios países miembros, inversión extranjera directa y apoyo de actividades que contribuyan al desarrollo sostenible, con énfasis en la generación de empleo en los países miembros, asegurando que cada operación es económica y financieramente sólida. El banco tiene un capital autorizado de 3,45 millardos de euros.
El BSTDB está gobernado por el Acuerdo que Establece el Banco de Comercio y Desarrollo del Mar Negro, un tratado registrado en las Naciones Unidas. Este acuerdo entró en vigor el 24 de enero de 1997. El BSTDB comenzó a operar efectivamente en junio de 1999. Su sede se encuentra en la ciudad griega de Salónica.
El Servicio de Inversores de la agencia de calificación Moody's elevó al BSTDB a "A2" a largo plazo con perspectiva estable en febrero de 2014. Por su parte Standard & Poor's asignó al BSTDB una calificación "A-" de emisor a largo plazo con perspectiva estable en enero de 2013.

## Estados miembros

- Albania
- Armenia
- Azerbaiyán
- Bulgaria
- Georgia
- Grecia
- Moldavia
- Rumanía
- Rusia
- Turquía
- Ucrania